# Канищево (Пензенская область)
Канищево — деревня в Белинском районе Пензенской области России. Входит в состав Балкашинского сельсовета.

## География
Расположено в 6 км к западу от села Балкашино, на р. Шмаруха.

## Население
| 2010 |
| ---- |
| 79   |

## История
Основана в 1726 году А. И. Конищевым. Входила в состав Балкашинской волости Чембарского уезда. После революции в составе Среднереченского сельсовета, а после 1950-х — Балкашинского сельсовета. Колхоз имени Ленина.